# かばん文
かばん文（portmanteau sentence）とは、1文の中で複数の言語が用いられる文中コードスイッチングの一種。ある構成案(bridge)が、別々の言語に挟まれる形を取るものが典型的である。各言語の述語を併存させたものとも言える。

## 例
- 「We bought about two pounds ぐらい買ってきたの」[3]
「We bought about two pounds.」と「2ポンドぐらい買ってきたの」のかばん文。

- 「You pull this much 使うでしょ」[4]
「You pull this much that you'll use.」と「このくらい使うでしょ」のかばん文。